# Hiromi Suzuki
Hiromi Suzuki (Kanji:鈴木 博美, Japón, 6 de diciembre de 1968) es una atleta japonesa, especializada en la prueba de maratón en la que llegó a ser campeona mundial en 1997.

## Carrera deportiva
En el Mundial de Atenas 1997 ganó la medalla de oro en la maratón, recorriendo los 42,195 km en un tiempo de 2:29:48 segundos, superando a la portuguesa Manuela Machado y la rumana Lidia Șimon.